# هيكاري ناكادا
هيكاري ناكادا (中出 ひかり) (مواليد 6 ديسمبر 1988)، هي لاعبة كرة قدم كانت تلعب كمهاجم. ولعبت مع منتخب اليابان لكرة القدم للسيدات.

## وصلات خارجية
- هيكاري ناكادا على موقع الاتحاد الدولي (مؤرشف)  (الإنجليزية)